# Henri James Simon

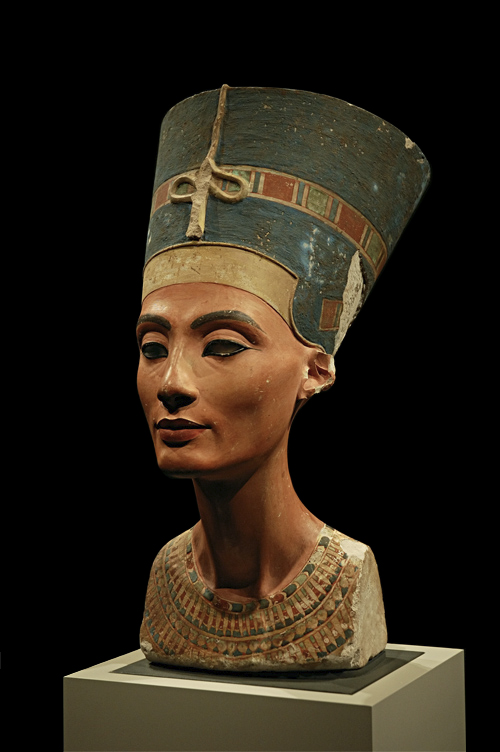
Portrait de la reine Nefertiti au musée égyptien de Berlin.

Henri James Simon, né le 17 septembre 1851 à Berlin où il est mort le 23 mai 1932, est un entrepreneur allemand et un mécène d'origine juive.
Il était un des hommes les plus riches de Berlin à l'époque de l'empereur Guillaume II (1890-1918) et une personnalité aux multiples facettes : entrepreneur plein de succès, bienfaiteur des musées de Berlin, interlocuteur de l'empereur Guillaume II, fondateur et financeur de nombreuses institutions de bienfaisance. Son nom est associé au buste de la reine Néfertiti qu'il a transmis au musée égyptien de Berlin.

## Biographie
Isaac, le père de Simon, était venu à Berlin avec son frère en 1838 ; leur entreprise commune de commerce de coton était devenue rapidement prospère. C'est un évènement survenu de l'autre côté de l'Atlantique qui allait rendre la famille vraiment riche : la  Guerre de Sécession aux États-Unis eut comme conséquence, en 1863/64, que le coton et les produits dérivés du coton sont devenus très rares en Europe et spécialement aussi en Prusse. Les frères Simon profitèrent de cette conjoncture. Bientôt ils furent surnommés les « rois du coton », et plus tard Simon héritera de cette appellation.
James Simon est né le 17 septembre, sa mère Adolphine était fille de rabbin. James a fréquenté le célèbre lycée berlinois du monastère franciscain, il a développé une inclination pour le latin et le grec ; il jouait du piano et du violon. Une carrière de commerçant était pour lui toute tracée et après son baccalauréat en 1869, il entra comme apprenti dans l'entreprise familiale. Vers 1900, il figurait sur la liste des millionnaires de Berlin et son entreprise faisait partie des plus grosses entreprises textiles du continent  européen.